# Мирсад Хибић
Мирсад Хибић (Зеница, 11. октобар 1973) бивши је професионални босанскохерцеговачки фудбалер. Последњи клуб у којем је играо је Атлетико Мадрид, са којим је 2001/02. освојио Сегунда дивизију.

## Каријера
Хибић је имао значајну улогу у националном тиму Босне и Херцеговине, још од оснивања ове репрезентације. Уписао је 35 наступа, 14 као капитен.
На клупском нивоу, играо је за Челик Зеница, Хајдук Сплит, Севиљу и Атлетико Мадрид. Трансфер у Севиљу (из Хајдука, с којим је три пута освојио освојио прву лигу) вредео је 800.000 долара, а у овом клубу играо је четири сезоне.
Пензионисао се у јануару 2004. године. Последњу међународну утакмицу одиграо је у априлу исте године.

## Лични живот
Живи у Зеници са породицом. Има двоје деце.